# Nouvelle Matmata (délégation)
Nouvelle Matmata est une délégation tunisienne dépendant du gouvernorat de Gabès.
En 2004, elle compte 15 969 habitants dont 7 320 hommes et 8 649 femmes répartis dans 3 615 ménages et 5 070 logements.